# Torreta de Guardamar
La Torreta de Guardamar o Torre de los Americanos, oficialmente Estación Radio de Guardamar del Segura, es una antena de radio de 380 metros de altura situada en el término municipal de Guardamar del Segura (Alicante, España). Se construyó en el año 1962 y es la estructura más alta de la península ibérica y la Unión Europea, así como la estructura militar más alta de Europa. Es fácilmente visible desde muchos kilómetros a la redonda tanto desde tierra como desde el mar y aire. Fue instalada por la Armada de los Estados Unidos; actualmente pertenece a la Armada Española y está vigilada por la Infantería de Marina española.
Esta antena consiste en una estructura metálica en forma de mástil de sección triangular y con anclajes de cable de acero, y un ascensor de mantenimiento situado en el centro de la torre. Se utiliza para la transmisión de órdenes a submarinos sumergidos. Se pone en funcionamiento antes de que los submarinos de la base naval del Arsenal de Cartagena se hagan a la mar, y se apaga cuando los submarinos ya han entrado de nuevo en la base. El transmisor se controla desde la estación de la Base Naval de Rota.